# Melpomene deltata
Melpomene deltata är en stensöteväxtart som först beskrevs av John T. Mickel och Joseph M. Beitel och som fick sitt nu gällande namn av Alan Reid Smith och Robbin C. Moran.
Melpomene deltata ingår i släktet Melpomene och familjen Polypodiaceae. Inga underarter finns listade i Catalogue of Life.